# Marcus Sasser
Marcus Jerome Sasser Jr. (Dallas, 21 de setembro de 2000) é um jogador norte-americano de basquete profissional que atualmente joga pelo Detroit Pistons da National Basketball Association (NBA).
Ele jogou basquete universitário na Universidade de Houston.

## Carreira no ensino médio
Sasser jogou basquete na Red Oak High School em Red Oak, Texas, sob a orientação de seu tio, Jason. No seu último ano, ele foi nomeado jogador mais valioso do Distrito. Sasser decidiu jogar basquete universitário na Universidade de Houston, recusando ofertas de Colorado State, SMU e UTEP.

## Carreira universitária
Após enfrentar dificuldades no início, Sasser entrou no time titular de Houston na segunda metade de sua temporada de calouro. Em 15 de fevereiro de 2020, ele marcou 26 pontos, seu recorde na temporada, em uma derrota por 73–72 para SMU na prorrogação. Como calouro, Sasser teve média de 8,1 pontos e acertou 35,2% dos arremessos de três pontos. Ele foi nomeado para o Time de Calouros da AAC.
Na estreia de sua segunda temporada, em 25 de novembro, Sasser marcou 25 pontos, acertando sete arremessos de três pontos, em uma vitória por 89–45 sobre Lamar. Em 9 de janeiro de 2021, ele marcou 28 pontos, com oito arremessos de três pontos, em uma vitória por 71–50 sobre Tulane. Como segundanista, Sasser teve médias de 13,7 pontos e 2,6 rebotes, ajudando Houston a alcançar a Final Four do Torneio da NCAA. Ele foi nomeado para o Segundo Time da AAC.
Em 24 de dezembro de 2021, Sasser anunciou que uma lesão no dedo do pé encerraria sua temporada. Na época, ele liderava Houston com média de 17,7 pontos.

## Carreira profissional
Sasser foi selecionado como a 25º escolha geral pelo Memphis Grizzlies no draft da NBA de 2023. No dia do draft, seus direitos foram trocados para o Detroit Pistons.

## Estatísticas de carreira

### NBA

#### Temporada regular
| Ano     | Equipe  | PJ | PT | MPJ  | AP   | 3P   | LL   | RT  | AS  | BR | TO | PPJ |
| ------- | ------- | -- | -- | ---- | ---- | ---- | ---- | --- | --- | -- | -- | --- |
| 2023–24 | Detroit | 71 | 11 | 19.0 | .428 | .375 | .879 | 1.8 | 3.3 | .6 | .2 | 8.3 |

### Universitário
| Ano      | Equipe   | PJ  | PT | MPJ  | AP   | 3P   | LL   | RT  | AS  | BR  | TO | PPJ  |
| -------- | -------- | --- | -- | ---- | ---- | ---- | ---- | --- | --- | --- | -- | ---- |
| 2019–20  | Houston  | 30  | 17 | 23.8 | .363 | .352 | .758 | 2.4 | 1.7 | .6  | .1 | 8.1  |
| 2020–21  | Houston  | 29  | 28 | 31.9 | .380 | .335 | .852 | 2.6 | 2.2 | 1.4 | .0 | 13.7 |
| 2021–22  | Houston  | 12  | 12 | 32.0 | .437 | .437 | .744 | 2.8 | 2.6 | 2.2 | .1 | 17.7 |
| 2022–23  | Houston  | 36  | 36 | 30.8 | .438 | .384 | .848 | 2.8 | 3.1 | 1.6 | .2 | 16.8 |
| Carreira | Carreira | 107 | 93 | 29.6 | .404 | .377 | .800 | 2.6 | 2.4 | 1.4 | .1 | 14.0 |

## Vida pessoal
O pai de Sasser, Marcus Sr., jogou basquete pelo Frank Phillips College. Seus tios, Jeryl e Jason, foram jogadores universitários e jogaram na National Basketball Association (NBA). Seu bisavô, John Barber, também jogou na NBA.

## Links externos
- Biografia do Houston Cougars